# Леопольд Штайнбац
Леопольд Штайнбац (нім. Leopold Steinbatz; нар. 25 жовтня 1918, Відень — пом. 23 червня 1942, поблизу Вовчанська, Харківська область) — німецький військовий льотчик-ас. За час Другої світової війни здійснив більше за 300 бойових вильотів, здобувши 99 перемог у повітрі над противником. Лейтенант (посмертно, 1942) Люфтваффе. Один з 160 кавалерів Лицарського хреста Залізного хреста з дубовим листям та мечами (посмертно, 1942).

## Біографія
Леопольд Штайнбац народився 25 жовтня 1918 року у столиці Австро-Угорської імперії Відні. У 1937 році поступив на військову службу до австрійської армії, а після аншлюсу Австрії, коли збройні сили країни інтегрувались до Вермахту, вступив до Люфтваффе. У 1939 році був зарахований на курси підготовки льотного складу, після закінчення яких в листопаді 1940 року отримав звання унтер-офіцера та прибув для подальшого проходження служби до 9./JG 52. Часто літав у парі з майбутнім героєм та асом Германом Графом.
У квітні 1941 року III./JG 52 переведений до Бухареста, де німецька армія готувалась до вторгнення в Югославію. У квітні-травні Штейнбатц брав участь у кампанії на Балканах, виконуючи головним чином вильоти на штурмовку наземних цілей. Однак, в основному головним завданням авіагрупи була повітряна охорона об'єктів нафтової промисловості в Плоєшті. У травні бився в Греції та за острів Крит. Потім залишався у складі групи фахівців-пілотів Люфтваффе, що займались підготовкою румунських льотчиків. У середині червня III./JG 52 переозброїлась на новітні Bf 109F.
З перших днів вторгнення до Радянського Союзу в червні 1941 року унтер-офіцер Штейнбатц на південному фланзі німецько-радянського фронту. Протистояв спробам радянських бомбардувальників бомбити нафтові поля біля Плоєшті. 4 серпня під час супроводження бомбардувальників Ju 87 здобув свою першу перемогу у повітрі, збивши І-16. Його рахунок став швидко зростати, і 29 листопада він збив 25-й літак.
З грудня 1941 року авіаційний підрозділ Штейнбатца забезпечував повітряне прикриття наземних військ Вермахту на півдні України, під Ростовом, у Криму. 8 січня 1942 року німецький ас збив три літаки, і число його перемог досягло 42-х. 22 січня фельдфебеля Штейнбатца спочатку нагородили Золотим Німецьким хрестом, а 14 лютого — Лицарським Хрестом.
5 травня він подолав рубіж у 50 перемог, а вже 20 травня здобув 75-ту перемогу в небі Східного фронту. Збивши 2 червня чотири літаки, оберфельдфебель Штейнбатц довів свій рахунок до 91-ї перемоги і того ж дня нагороджений Лицарським хрестом Залізного хреста з дубовим листям (Nr.96).
15 червня він здобув 99-у і, як виявилося, останню перемогу. У той же день він загинув, коли на зворотному шляху на свій аеродром його Bf-109F-4 W.Nr. 13357 був збитий зенітним вогнем і впав у лісі біля міста Вовчанськ, Харківська обл., Україна. Всього він здійснив близько 300 бойових вильотів.
23 червня Штейнбатца посмертно нагородили Лицарським Хрестом з дубовим листям та мечами (Nr. 14) і одночасно присвоїли звання лейтенанта.